# Tom Clancy's Ghost Recon Wildlands
Tom Clancy's Ghost Recon Wildlands — це відеогра в жанрі тактичний шутер, розроблений Ubisoft Paris і виданий Ubisoft. Вона вийшла у всьому світі 7 березня 2017 року для Microsoft Windows, PlayStation 4 та Xbox One, як десята гра у франшизі Tom Clancy's Ghost Recon і є першою грою в серії Ghost Recon із відкритим світом.
Гра відходить від футуристичної обстановки, представленої в Tom Clancy's Ghost Recon Advanced Warfighter і використовує сеттинг, схожий на оригінальний Tom Clancy Ghost Recon. Ubisoft назвав це однією з найбільших ігор з відкритим світом, які вони розробляли, з ігровим світом, що включає широкий спектр середовищ, таких як гори, ліси, пустелі та соляні рівнини.
Продовження Tom Clancy's Ghost Recon Breakpoint вийшло 4 жовтня 2019 року.

## Ігровий процес
Tom Clancy's Ghost Recon Wildlands — це тактичний шутер встановлена у відкритому світовому середовищі та з гемплеєм від третьої особи з поданням від першої особи для націлювання зброї. Гравці грають як члени Деталь роти, Першого батальйону, 5-ї групи спеціальних військ, також відомих як «Привиди», вигаданого елітного підрозділу спеціальних операцій армії США при Об'єднаному командуванні спеціальних операцій . У ньому відсутні футуристичні параметри, які використовуються в Advanced Warfighter та Future Soldier, але натомість застосовують сучасну обстановку, подібну до оригінальної Ghost Recon Tom Clancy . Як результат, обладнання, представлене в грі, базується на зброї та снарядах, які зазвичай використовуються військовими силами у всьому світі. Однак у ньому є деяке оригінальне обладнання, наприклад, безпілотники, які можна використовувати для тегів ворогів та показу цілей. Ці безпілотники мають обмежені здібності до моменту модернізації. Гра з відкритим світом який складається з дев'яти різних типів місцевості, таких як: гори, ліси, пустеля, соляні квартири, а також динамічною системою погоди, а також денно-нічним циклом. Виконання місій у денний час дозволяє гравцям легко виявляти ворогів, а виконання місій вночі надає гравцям тактичну перевагу, оскільки ніч пропонує гравцям краще приховування та легшу інфільтрацію завдяки тому, що деякі охоронці сплять. Перед виконанням місій гравцям доручено робити спостереження. У грі представлені різноманітні транспортні засоби, такі як велосипеди з брудом, вертольоти та багі. На відміну від своїх попередників, Wildlands має кілька побічних місій.

## Сюжет
Гра відбувається в Болівії в липні 2019 року. Країна стає все більш нестабільною, оскільки мексиканський наркокартель, відомий як «Санта-Бланка-картель», набирає все більшої сили та впливу в країні, і перетворює Болівію на найбільшого у світі виробника кокаїну. Сполучені Штати змушені діяти, коли бомба націлена на посольство США в Ла-Пасі, а з агентом DEA Рікардо «Рікі» Сандовалом страчений картель. Вогнена команда Ghost Recon розміщена в Болівії як частина операції Kingslayer, спільної операції між ЦРУ, DEA та JSOC . Команда складається з керівника команди та навідника з підтримки «Номад», спеціаліста з транспортних засобів та штурму «Мідас», хакерського та тактичного інженера «Холт» та снайпера «Ткач». Привиди вступають у Болівію зі своїм контактом із ЦРУ, Карен Боуман, який також був близьким другом Сандовала. Вони зустрічають Пака Катарі, лідера Катаріс-26, єдиного опору проти Санта-Бланки. Пак Катарі просить врятувати Амару, чиї ідеології надихнули Катаріс 26, з Санта-Бланки. Потім Привиди можуть вільно братися за картель будь-яким способом і в порядку, який вони вважають за потрібне.

## Розробка
Розробка Wildlands почалася в 2012 році і була розкрита наприкінці прес-конференції Ubisoft на E3 2015. Ubisoft також стверджував, що у Wildlands буде найбільше відкрите середовище, яке компанія коли-небудь створювала.. Щоб створити реалістичне болівійське середовище, розробники відвідували Болівію протягом двох тижнів і просили консультації у місцевих жителів. Для гри була використана модифікована версія рушія AnvilNext для великих локацій у відкритому світі.

### Суміжні ЗМІ
16 лютого 2017 року на своєму Twitch каналі, а пізніше на Amazon Prime, Ubisoft випустив 30-хвилинний короткометражний фільм під назвою Ghost Recon Wildlands: War Between the Cartel. У ньому знявся „TI“ Гарріса, а виконавчими продюсерами виступили Роберто Орчі та Орландо Джонсом через продюсерську компанію Legion of Creatives. Режисером короткометражки виступив Аві Юабіан

## Суперечки
У березні 2017 року уряд Болівії висловив своє невдоволення з приводу того, що гра зобразила свою країну як насильницьку нарко-державу і подала офіційну скаргу до посольства Франції в Ла-Пасі . Міністр внутрішніх справ Болівії Карлос Ромеро заявив, що країна має право прийняти юридичні дії.
Ubisoft відповів наступним твердженням; Tom Clancy's Ghost Recon Wildlands — це вигадка, подібна до фільмів чи телешоу. Як і всі ігри Тома Клансі від Ubisoft, гра відбувається у сучасному всесвіті, натхненному реальністю, але персонажі, локації та історії — це все фантазії, створені виключно для розважальних цілей. Болівія була обрана як фон цієї гри на основі її чудових пейзажів та багатої культури. Хоча приміщення гри уявляє собою іншу реальність, ніж та, яка існує в Болівії сьогодні, ми сподіваємось, що ігровий світ наблизиться до репрезентації прекрасної топографії країни, і що гравці із задоволенням вивчать різноманітні та відкриті ландшафти, які підштовхнули нас до створення їх . «

## Прийом

### Нагороди
| Агрегатор  | Оцінка                                 |
| ---------- | -------------------------------------- |
| Metacritic | (PC) 69/100 (PS4) 70/100 (XONE) 76/100 |

| Видання                   | Оцінка  |
| ------------------------- | ------- |
| Electronic Gaming Monthly | 7/10    |
| Game Informer             | 8.25/10 |
| GameRevolution            | [ 18 ]  |
| GameSpot                  | 7/10    |
| GamesRadar+               | [ 20 ]  |
| IGN                       | 7.9/10  |
| PC Gamer (США)            | 67/100  |
| VideoGamer.com            | 6/10    |

Гра була номінована на „Кращу кооперативну гру“ на PC Gamer ' s 2017 року на нагородах ' Game of the Year». Вона отримала нагороду за «Кращий кооперативний мультиплеер» в Game Informer Кращою з 2017 року нагороди ', а також отримала нагороду за «Найкращий Setting» (Болівія), «Кращий Comeback» в мультіплеере, і «Кращий кооперативний мультиплеер» у своїх нагородах Shooter of the Year 2017. EGMNow посіла гру на 23-му місці у їхньому списку 25 найкращих ігор 2017 року а Бен «Яхтзі» Крошав нульових пунктуацій посів її на друге місце у своєму списку П'яти найкращих ігор 2017 року.
| Рік      | Нагорода                      | Категорія | Результат     | Реф |
| -------- | ----------------------------- | --------- | ------------- | --- |
| 2017 рік | Нагороди Ping                 |           | [ 28 ] [ 29 ] |     |
| 2017 рік | Нагороди Ping                 |           | [ 28 ] [ 29 ] |     |
| 2017 рік | Нагороди Ping                 |           | [ 28 ] [ 29 ] |     |
| 2018 рік | Нагороди DICE                 |           | [ 30 ] [ 31 ] |     |
| 2018 рік | Італійські нагороди відеоігор |           | [ 32 ]        |     |

## Сиквел
На початку травня 2019 року під час події в прямому ефірі було оголошено про Tom Clancy's Ghost Recon Breakpoint , сиквела гри 2017 року Wildlandsю

## Нотатки
1. ↑  Додаткові роботи виконані Ubisoft Bucharest, Ubisoft Reflections, Ubisoft Montpellier, Ubisoft Annecy, Ubisoft Milan and Ubisoft Belgrade